# Braam-Ostwennemar
Braam-Ostwennemar ist ein Ortsteil der westfälischen Stadt Hamm.

## Geographie

### Lage
Braam-Ostwennemar liegt östlich des Zentrums der Stadt Hamm.

### Gliederung
Zu Braam-Ostwennemar gehören die Siedlungen Braam und Ostwennemar.

### Nachbargemeinden
Braam-Ostwennemar grenzte im Jahr 1967 im Uhrzeigersinn im Nordosten beginnend an die Gemeinden Werries, Uentrop, Vöckinghausen, Osttünnen, Westtünnen und Berge (alle heute zu Hamm) und an die Stadt Hamm.

## Geschichte
Braam wurde erstmals 1392 als Brame in dem kerspele van der Marke erwähnt. 1398 wurde der Ort urkundlich Braem, um 1400 Brahem und 1461 Bramme genannt. Ostwennemar wurde erstmals urkundlich 1393 als Ostwenemar erwähnt.
Ostwennemar gehörte im Spätmittelalter und der Frühen Neuzeit in eigener Bauerschaft (Oistwenemer) im Amt Hamm zur Grafschaft Mark. Laut dem Schatzbuch der Grafschaft Mark von 1486 hatten die 14 Steuerpflichtigen in der Bauerschaft zwischen 2 oirt und 6 Goldgulden an Abgabe zu leisten. Darunter Huysman tom Braemm mit 5 Gg und Busman ten Braem mit 6 Gg. Im Jahr 1705 waren in den Bauerschaften Braem 7 Steuerpflichtige und Ostwennemar 13 Steuerpflichtige mit Abgaben an die Rentei Hamm im Kataster verzeichnet.
Im Jahr 1843 wurden Braam und Ostwennemar zur Gemeinde Braam-Ostwennemar zusammengelegt. Im 19. Jahrhundert gehörte Braam-Ostwennemar bei der Errichtung der Ämter in der preußischen Provinz Westfalen zum Amt Rhynern im Kreis Hamm. Im Jahr 1885 gab es in der Landgemeinde Braam-Ostwennemar auf 741 ha Fläche, davon 490 ha Ackerland, 15 ha Wiesen, 98 ha Holzungen, 2 Wohnplätze, 74 Wohnhäuser mit 83 Haushaltungen und 447 Einwohner. Anlässlich der Auskreisung der Stadt Hamm am 1. April 1901 wurde aus dem Kreis der Landkreis Hamm. Nach einer Gebietserweiterung im Jahr 1929 wurde dieser im Oktober 1930 in Kreis Unna umbenannt.
Am 1. April 1939 wurde ein Teil der aufgelösten Gemeinde Mark eingegliedert. Am 1. Januar 1968 wurden die ehemals selbständigen Gemeinden Braam-Ostwennemar (großenteils), Frielinghausen, Haaren, Norddinker, Schmehausen, Vöckinghausen und Werries in die Gemeinde Uentrop eingegliedert. Ein kleinerer Teil von Braam-Ostwennemar kam direkt zu Hamm. Mit der Gemeindegebietsreform, die am 1. Januar 1975 in Kraft trat, wurde die Gemeinde Uentrop mit 12.238 Einwohnern auf 39,46 km² in die kreisfreie Stadt Hamm eingegliedert.
Braam-Ostwennemar hatte bei den Volkszählungsterminen 1849 insgesamt 422 (davon in Braam 228 und in Ostwennemar 194) und am 6. Juni 1961 4332 Einwohner.

## Einwohnerentwicklung
| Jahr | Einwohner |
| ---- | --------- |
| 1849 | 0422      |
| 1910 | 0698      |
| 1931 | 2645      |
| 1956 | 4331      |
| 1961 | 4332      |

## Freizeit
Dem Freizeitvergnügen der Hammer Bevölkerung und weit darüber hinaus dient der Maximilianpark direkt vor der alten Grenze zu Werries. Diese verläuft entlang der Bahnstrecke. Die Straßenbezeichnungen Grenzweg und Alter Grenzweg weisen auf sie hin.

## Verkehr

### Straßen
Die Landesstraße L 670 verbindet Braam-Ostwennemar in westlicher Richtung mit Hamm und in östlicher Richtung mit Norddinker, Dinker, Berwicke und Soest. Die Kreisstraße K 10 führt im Norden nach Werries und im Süden nach Osttünnen und Rhynern.

### Öffentlicher Personennahverkehr
Braam-Ostwennemar wird hauptsächlich von den Linien 6 und 13 erschlossen. Beide führen im Westen nach Hamm und im Norden nach Werries.